# 욕지항 (통영시)
욕지항(Yokji Fishing Port)은 경상남도 통영시 욕지면 동항리, 욕지도에 있는 어항이다. 1971년 12월 21일 국가어항으로 지정되었다. 관리청은 해양수산부 동해어업관리단, 시설관리자는 통영시장이다. 1988년 기본시설 계획을 수립한 후 1996년 기본시설을 완공했다.

## 어항구역
본 항의 어항구역은 다음과 같다.
- 수역: 자부포 동측 돌출부 선단에서 남동측 대안 돌출부와 연결한 선을 따라 형성된 공유수면[2]
- 육역: 경상남도 통영시 욕지면 동항리 226-10 외 24필지(상세내역은 생략)[3]

## 같이 보기
- 통영 욕지도 모밀잣밤나무 숲 (천연기념물 제343호)